# Þrándarstaðafjall
Þrándarstaðafjall är ett berg i republiken Island. Det ligger i regionen Höfuðborgarsvæði, 30 km nordost om huvudstaden Reykjavík. Toppen på Þrándarstaðafjall är 436 meter över havet.
Trakten runt Þrándarstaðafjall är nära nog obefolkad, med mindre än två invånare per kvadratkilometer. Det finns inga samhällen i närheten. Trakten runt Þrándarstaðafjall består i huvudsak av gräsmarker.